# Medalla del 13 de març de 1938
La Medalla del 13 de març del 1938 (Alemany: Medaille zur Erinnerung an den 13. März 1938), també coneguda com a Ostmarkmedaille, o Medalla de l'Anschluss és una medalla de l'Alemanya nazi, creada en commemoració de l'annexió d'Àustria al Tercer Reich, concedida durant el període d'entreguerres, i la primera d'una sèrie de medalles de l'ocupació.

## Història
Instituïda l'1 de maig de 1938, la medalla commemorava l'annexió d'Àustria pel Reich alemany, l'anomenat Anschluss. Les tropes alemanyes van travessar la frontera austríaca el 12 de març de 1938 sense cap resistència. La medalla, coneguda com la "medalla Anschluss ", va ser concedida a aquells, tant militars com civils, que van contribuir o van participar en l'annexió. Això incloïa funcionaris de l'Estat alemany i membres de la Wehrmacht i les SS alemanyes que van entrar a Àustria. Els nazis locals que havien treballat per la unió amb Alemanya també estaven qualificats, incloses les vídues d'aquells que havien estat assassinats per la seva causa. Atorgada per darrera vegada el 31 de desembre de 1940, es van atorgar un total de 318.689 medalles.
Va ser la primera de les 3 medalles de les "guerres florals", quan els invasors alemanys eren rebuts amb flors en lloc de trets i el règim nazi tenia grans guanys territorials sense pèrdues de sang.
L'ús de premis de l'època nazi va ser prohibit l'any 1945. La medalla de l'Anschluss no estava entre els guardons reautoritzats per a l'ús oficial per la República Federal d'Alemanya el 1957.

## Disseny
La medalla circular, molt detallada i encunyada es va basar en la insígnia del dia de la festa de 1938 i dissenyada pel professor Richard Klein. A l'anvers, un home que porta la bandera nazi es troba en un podi amb l'emblema de l'àguila del Tercer Reich; ajuda un segon home a pujar al podi, el braç dret del qual porta un grilló trencat. Això simbolitza la unió d'Àustria amb el Reich més gran. Al revers hi ha la inscripció "13. März 1938" (13 de març de 1938), la data de l'Anschluss . La data està envoltada a la vora exterior per les paraules "Ein Volk, Ein Reich, Ein Führer" ("Un poble, una nació, un líder").
La medalla està suspesa d'una cinta vermella amb ratlles blanques-negre-blanques a les vores de la cinta. Estava fet de llautó o bronze de tombac amb un platejat acabat mat.